# Igor Kobzar
Igor Andreïevitch Kobzar (en russe : Игорь Андреевич Кобзарь) est un joueur russe de volley-ball né le 13 avril 1991. Il mesure 1,96 m et joue passeur. Il est international russe.

## Clubs
| Club                    | De        | À         |
| ----------------------- | --------- | --------- |
| Gazprom-Iourga Sourgout | 2007-2008 | 2012-2013 |
| Zenit Kazan             | 2013-2014 | ...       |